# Бономм, Тесса
Те́сса Боно́мм (англ. Tessa Bonhomme; род. 23 июля 1985, Грейтер-Садбери, Онтарио) — канадская хоккейная защитница. Олимпийская чемпионка 2010 года. Двукратная чемпионка мира 2007 и 2012 годов. С 2011 по 2015 год выступала за клуб Канадской женской хоккейной лиги (CWHL) «Торонто Фьюрис».

## Статистика
| Легенда | Легенда                    | Легенда | Легенда                   | Легенда | Легенда    |
| ------- | -------------------------- | ------- | ------------------------- | ------- | ---------- |
| И       | Количество проведённых игр | Штр     | Штрафное время            | +/−     | Плюс-минус |
| Г       | Голы                       | П       | Голевые передачи          | О       | Очки       |
| -       | Статистика неизвестна      | —       | Статистика не учитывалась |         |            |

## Достижения

### Командные
CWHL
| Год  | Команда        | Достижение                     | Достижение |
| ---- | -------------- | ------------------------------ | ---------- |
| 2014 | Торонто Фуриес | Обладательница Кубка Кларксона |            |

Международные
| Год              | Команда | Достижение                            | Достижение |
| ---------------- | ------- | ------------------------------------- | ---------- |
| 2007, 2012       | Канада  | Чемпионка мира (2)                    |            |
| 2009, 2011, 2013 | Канада  | Серебряный призёр чемпионата мира (3) |            |
| 2010             | Канада  | Олимпийская чемпионка                 |            |

### Личные
Студенческая карьера
| Год        | Команда             | Достижение                                     | Достижение |
| ---------- | ------------------- | ---------------------------------------------- | ---------- |
| 2004       | Огайо Стэйт Баккайс | Попадание в Сборную молодых звёзд WCHA         |            |
| 2007       | Огайо Стэйт Баккайс | Попадание в Символическую сборную турнира WCHA |            |
| 2007, 2008 | Огайо Стэйт Баккайс | Попадание в первую Сборную всех звёзд WCHA (2) |            |
| 2008       | Огайо Стэйт Баккайс | Защитник года WCHA                             |            |
| 2008       | Огайо Стэйт Баккайс | Игрок года WCHA                                |            |

## Комментарии
1. ↑  Приз, вручаемый победителю CWHL.